# Bob Woodward
Robert Upshur "Bob" Woodward (26. března 1943 Geneva, Illinois) je americký investigativní novinář a spisovatel.
Vyrůstal na předměstí Chicaga, jeho otec zde byl vlivným právníkem. Bob chtěl jít v jeho stopách, a tak vystudoval právo na Yaleově univerzitě. Pak pět let sloužil u amerického námořnictva. V roce 1970 se rozhodl pro novinařinu, začal psát pro marylandský deník Montgomery County Sentinel. V roce 1971 začal pracovat ve Washington Post. S kolegou Carlem Bernsteinem se rok poté podílel na odhalením skandálu týkajícího se nezákonných telefonních odposlechů ve prospěch prezidenta Nixona známého jako aféra Watergate. Jejich zpráva popisující aféru byla zveřejněna 10. října 1972 a za reportáž obdrželi společně v roce 1973 Pullitzerovu cenu. Své zážitky zpracoval s kolegou do podoby knihy All the President's Men, která se v roce 1976 stala předlohou pro stejnojmenné americké filmové drama režiséra Alana Pakuly, kde dvojici reportérů ztvárnili Dustin Hoffman a Robert Redford. Film získal 8 nominací a 3 ceny Americké filmové akademie Oscar a z obou reportérů učinil světové celebrity.

## Dílo (výběr)
- Rage. Simon & Schuster, New York 2020, ISBN 978-1-982131-73-9.
- Fear: Trump in the White House. Simon & Schuster, New York 2018, ISBN 978-1-4711-8130-6.